# Chuck Biscuits
Chuck Biscuits, pseudonimo di Charles Montgomery (Columbia Britannica, 17 aprile 1965), è un batterista canadese.
Ha lavorato con Victorian Pork, D.O.A., Pointed Sticks, Subhumans, Randy Rampage, Black Flag, Circle Jerks, Descendents, Brown Sound, Red Hot Chili Peppers, Weirdos, Fear, Floorlords, Samhain, Danzig, Social Distortion e Run DMC.
È il fratello di Ken "Dimwit" Montgomery, anche lui ex collaboratore dei D.O.A., il quale morì di overdose di eroina nel 1994, durante la militanza nei The Four Horsemen. Chuck lo sostituì in questa band per un breve periodo.

## Biografia
Dopo aver lasciato i Danzig, il 28 dicembre 1994 Chuck partecipò ad un concerto in memoria del fratello Dimwit, morto mesi prima per overdose.

## Discografia

### D.O.A.  (1978–1982)

#### EP
- Disco Sucks
- The Prisoner
- Triumph of the Ignoroids
- Positively D.O.A. (No God, No Country, No Lies)
- World War III

#### Album in studio
- Something Better Change
- Hardcore '81
- Bloodied But Unbowed

#### Raccolte
- War On 45

### Black Flag (1982)
- The Complete 1982 Demos Plus More (bootleg)

### Circle Jerks (1983-1984)
- Repo Man Soundtrack

### Glenn Danzig And The Power And Fury Orchestra
- 1987 - Less Than Zero Soundtrack

### Danzig (1987-1994)
- 1988 - Danzig
- 1990 - Lucifuge
- 1992 - Danzig III: How the Gods Kill
- 1993 - Thrall: Demonsweatlive
- 1994 - Danzig 4

### Samhain
- 1990 - Final Descent

### Run-DMC (1988)
- - Tougher Than Leather

### The Four Horsemen
- 1996 - Gettin' Pretty Good...At Barely Gettin' By...

### Social Distortion (1995-1999)
- 1998 - Live at the Roxy